# Tâm trí

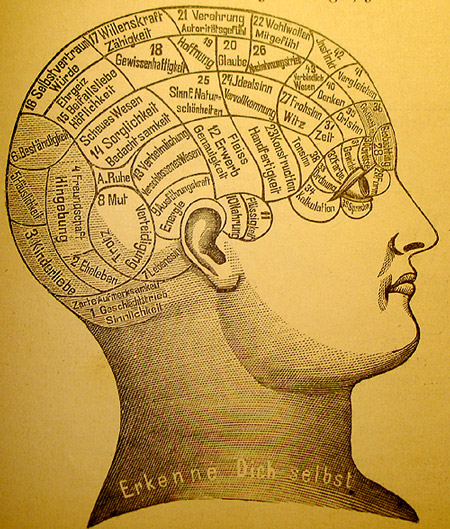
Một bản đồ phrenological của não. Phrenology là một trong những nỗ lực đầu tiên để tương quan các chức năng tinh thần với các bộ phận cụ thể của não

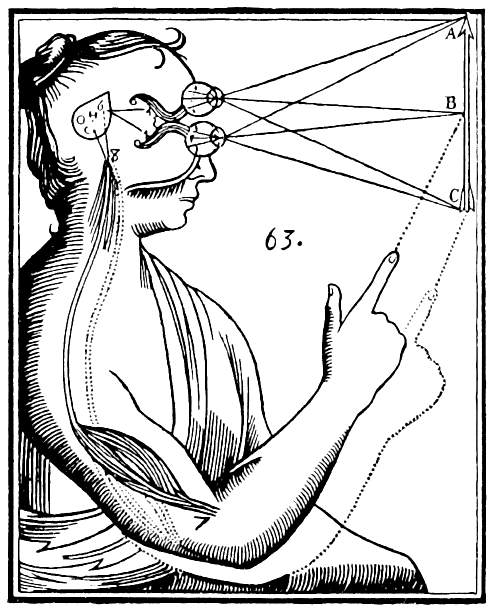
Minh họa của René Descartes về thuyết nhị nguyên thân-tâm. Descartes tin rằng các yếu tố đầu vào được truyền bởi các cơ quan cảm giác đến tuyến tùng trong não và từ đó đến tinh thần phi vật chất.

Tâm trí là tập hợp các lĩnh vực bao gồm các khía cạnh nhận thức như ý thức, trí tưởng tượng, nhận thức, suy nghĩ, trí thông minh, khả năng phán quyết, ngôn ngữ và trí nhớ, cũng như các khía cạnh không nhận thức như cảm xúc và bản năng. Theo giải thích vật lý khoa học, tâm trí được đặt ít nhất một phần trong não. Các đối thủ cạnh tranh chính đối với các diễn giải vật lý của tâm trí là chủ nghĩa duy tâm, thuyết nhị nguyên thân-tâm, và các loại thuyết nhị nguyên thuộc tính, và một phần chủ nghĩa duy vật loại trừ và chủ nghĩa dị thường. Có một truyền thống lâu dài trong triết học, tôn giáo, tâm lý học và khoa học nhận thức về những gì cấu thành một tâm trí và những đặc tính khác biệt của nó.
Một câu hỏi mở liên quan đến bản chất của tâm trí là vấn đề tâm–vật, nghiên cứu về mối quan hệ giữa tâm trí và thể lý, cụ thể là bộ não vật lý và hệ thần kinh. Quan điểm cũ hơn bao gồm thuyết nhị nguyên và chủ nghĩa duy tâm, coi tâm trí bằng cách nào đó là phi vật chất. Các quan điểm hiện đại thường tập trung vào thuyết vật lý và thuyết chức năng, cho rằng tâm trí gần giống với não hoặc có thể giảm bớt các hiện tượng vật lý như hoạt động thần kinh  mặc dù thuyết nhị nguyên và chủ nghĩa duy tâm tiếp tục có nhiều người ủng hộ. Một câu hỏi khác liên quan đến loại hữu thể nào có khả năng có tâm trí. Ví dụ, cho dù tâm trí là độc quyền cho con người, có một số hoặc tất cả các loài động vật, hay tất cả các sinh vật sống cũng có một phần tâm trí, cho dù đó là một đặc tính theo một định nghĩa nào đó, hay tâm trí cũng có thể là một thuộc tính của một số các loại máy móc nhân tạo.  
Dù bản chất của nó là gì, người ta thường đồng ý rằng tâm trí cho phép con người có nhận thức chủ quan và có chủ ý đối với môi trường của họ, nhận thức và phản ứng với các kích thích với một loại cơ quan nào đó, và có ý thức, bao gồm cả suy nghĩ và cảm giác. 
Khái niệm tâm trí được hiểu theo nhiều cách khác nhau bởi nhiều truyền thống văn hóa và tôn giáo khác nhau. Một số người coi tâm trí là một tài sản dành riêng cho con người trong khi những người khác gán các thuộc tính của tâm trí cho các thực thể không sống (ví dụ như panpsychism và animism), cho động vật và các vị thần. Một số suy đoán được ghi lại sớm nhất liên quan đến tâm trí (đôi khi được mô tả là giống hệt với linh hồn hoặc tinh thần) với các lý thuyết liên quan đến cả sự sống sau khi chết, và trật tự vũ trụ và tự nhiên, ví dụ như trong các học thuyết của Zoroaster, Đức Phật, Plato, Aristotle và cổ đại khác Hy Lạp, Ấn Độ và, sau này, các triết gia châu Âu Hồi giáo và trung cổ.
Các nhà triết học quan trọng về tâm trí bao gồm Plato, Patanjali, Descartes, Leibniz, Locke, Berkeley, Hume, Kant, Hegel, Schopenhauer, Searle, Dennett, Fodor, Nagel, Chalmers và Putnam. Các nhà tâm lý học như Freud và James, và các nhà khoa học máy tính như Turing đã phát triển các lý thuyết có ảnh hưởng về bản chất của tâm trí. Khả năng của trí tuệ phi sinh học được khám phá trong lĩnh vực trí tuệ nhân tạo, hoạt động chặt chẽ trong mối quan hệ với điều khiển học và lý thuyết thông tin để hiểu cách thức xử lý thông tin của máy phi sinh học có thể so sánh hoặc khác với hiện tượng tâm thần trong tâm trí con người.
Tâm trí cũng được miêu tả là dòng ý thức nơi các ấn tượng giác quan và hiện tượng tinh thần liên tục thay đổi.

## Từ nguyên
Chữ "tâm" (心) có nghĩa là tim. Theo Từ điển Hán Việt Thiều Chửu, người đời xưa cho tim là vật để nghĩ ngợi, cho nên cái gì thuộc về tư tưởng đều gọi là tâm, ví dụ "tâm cảnh" (心 境), "tâm địa" (心 地), v.v. Ngành khoa học nghiên cứu về các hiện tượng của ý thức con người được gọi là tâm lý học.

## Định nghĩa
Các thuộc tính tạo nên tâm trí được tranh luận. Một số nhà tâm lý học cho rằng chỉ có các chức năng trí tuệ "cao hơn" mới cấu thành tâm trí, đặc biệt là lý trí và trí nhớ. Theo quan điểm này, cảm xúc - yêu, ghét, sợ hãi và niềm vui - có bản chất nguyên thủy hoặc chủ quan hơn và nên được xem là khác với tâm trí như vậy. Những người khác cho rằng các trạng thái lý trí và tình cảm khác nhau không thể tách rời nhau, rằng chúng có cùng bản chất và nguồn gốc, và do đó nên được coi là một phần của nó như là tâm trí.  
Trong cách sử dụng phổ biến, tâm trí thường đồng nghĩa với suy nghĩ: cuộc trò chuyện riêng tư với chính chúng ta mà chúng ta tiếp tục "bên trong đầu". Do đó, chúng tôi "tạo nên tâm trí của chúng tôi", "thay đổi suy nghĩ của chúng tôi" hoặc là "của hai tâm trí" về một cái gì đó. Một trong những thuộc tính quan trọng của tâm trí theo nghĩa này là nó là một hình cầu riêng tư mà không ai ngoài chủ sở hữu có quyền truy cập. Không ai khác có thể "biết tâm trí của chúng tôi." Tâm trí chỉ có thể diễn giải những gì chúng ta giao tiếp một cách có ý thức hoặc vô thức.

## Lĩnh vực của tâm trí
Nói rộng ra, các lĩnh vực của tâm trí là các chức năng khác nhau của tâm trí, hoặc những điều mà tâm trí có thể "làm".
Suy nghĩ là một hành động tinh thần cho phép con người hiểu được mọi thứ trên thế giới, và đại diện và giải thích chúng theo những cách có ý nghĩa, hoặc phù hợp với nhu cầu, chấp trước, mục tiêu, cam kết, kế hoạch, kết thúc, mong muốn của họ, v.v. Suy nghĩ liên quan đến sự trung gian mang tính biểu tượng hoặc bán động của các ý tưởng hoặc dữ liệu, như khi chúng ta hình thành các khái niệm, tham gia vào việc giải quyết vấn đề, lý luận và đưa ra quyết định. Các từ đề cập đến các khái niệm và quy trình tương tự bao gồm sự cân nhắc, nhận thức, ý tưởng, diễn ngôn và trí tưởng tượng.
Suy nghĩ đôi khi được mô tả là một chức năng nhận thức "cao hơn" và phân tích các quá trình tư duy là một phần của tâm lý học nhận thức. Nó cũng được kết nối sâu sắc với khả năng của chúng tôi để thực hiện và sử dụng các công cụ; để hiểu nguyên nhân và kết quả; để nhận ra các mẫu có ý nghĩa; để hiểu và tiết lộ bối cảnh độc đáo của kinh nghiệm hoặc hoạt động; và để đáp ứng với thế giới một cách có ý nghĩa.
Bộ nhớ là khả năng lưu giữ, và sau đó nhớ lại kiến thức, thông tin hoặc kinh nghiệm. Mặc dù trí nhớ theo truyền thống là một chủ đề dai dẳng trong triết học, cuối thế kỷ XIX và đầu thế kỷ XX cũng xem nghiên cứu về trí nhớ xuất hiện như một chủ đề tìm hiểu trong khuôn khổ của tâm lý học nhận thức. Trong những thập kỷ gần đây, nó đã trở thành một trong những trụ cột của một ngành khoa học mới gọi là khoa học thần kinh nhận thức, một sự kết nối giữa tâm lý học nhận thức và khoa học thần kinh.
Trí tưởng tượng là hoạt động tạo ra hoặc gợi lên những tình huống mới lạ, hình ảnh, ý tưởng hay khác qualia trong tâm trí. Đó là một hoạt động chủ quan đặc trưng, chứ không phải là một kinh nghiệm trực tiếp hoặc thụ động. Thuật ngữ này về mặt kỹ thuật được sử dụng trong tâm lý cho quá trình phục hồi trong tâm trí tắc của các đối tượng trước đây được đưa ra trong nhận thức ý nghĩa. Do việc sử dụng thuật ngữ này mâu thuẫn với ngôn ngữ thông thường, một số nhà tâm lý học đã thích mô tả quá trình này là hình ảnh hoặc nói về nó như là "sinh sản" trái ngược với trí tưởng tượng "sản xuất" hoặc "xây dựng". Những điều tưởng tượng được cho là nhìn thấy trong " mắt của tâm trí ". Trong số nhiều chức năng thực tế của trí tưởng tượng là khả năng dự đoán tương lai (hoặc lịch sử) có thể, để "nhìn" mọi thứ từ quan điểm của người khác và thay đổi cách cảm nhận một cái gì đó, bao gồm cả việc đưa ra quyết định phản ứng, hoặc ban hành, tưởng tượng.
Ý thức ở động vật có vú (bao gồm cả con người) là một khía cạnh của tâm trí thường được cho là bao gồm các phẩm chất như tính chủ quan, tình cảm và khả năng nhận thức mối quan hệ giữa bản thân và môi trường của một người. Nó là một chủ đề của nhiều nghiên cứu về triết học của tâm trí, tâm lý học, khoa học thần kinh và khoa học nhận thức. Một số triết gia phân chia ý thức thành ý thức hiện tượng, đó là kinh nghiệm chủ quan và tiếp cận ý thức, trong đó đề cập đến sự sẵn có toàn cầu của thông tin cho các hệ thống xử lý trong não. Ý thức hiện tượng có nhiều phẩm chất kinh nghiệm khác nhau, thường được gọi là Qualia. Ý thức hiện tượng thường là ý thức về một cái gì đó hoặc về một cái gì đó, một tài sản được gọi là chủ ý trong triết học của tâm trí.

## Nội dung tinh thần
Nội dung tinh thần là những thứ được cho là "nằm trong" tâm trí, và có khả năng được hình thành và thao túng bởi các quá trình và lĩnh vực của tâm trí. Ví dụ bao gồm suy nghĩ, khái niệm, ký ức, cảm xúc, nhận thức và ý định. Các lý thuyết triết học về nội dung tinh thần bao gồm chủ nghĩa bên trong, chủ nghĩa bên ngoài, chủ nghĩa đại diện và chủ ý.

### Ghi nhớ
Memetic là một lý thuyết về nội dung tinh thần dựa trên sự tương đồng với sự tiến hóa của Darwin, được bắt nguồn bởi Richard Dawkins và Douglas Hofstadter vào những năm 1980. Đó là một mô hình tiến hóa của chuyển giao thông tin văn hóa. Một meme, tương tự như gen, là một ý tưởng, niềm tin, mô hình hành vi (v.v.) "được lưu trữ" trong một hoặc nhiều tâm trí cá nhân và có thể tự tái tạo từ tâm trí sang tâm trí. Do đó, những gì sẽ được coi là một cá nhân có ảnh hưởng đến người khác để chấp nhận một niềm tin, được xem một cách ghi nhớ như một meme tái tạo chính nó.

## Liên quan đến não
Ở động vật, não hay encephalon (tiếng Hy Lạp có nghĩa là "trong đầu"), là trung tâm điều khiển của hệ thống thần kinh trung ương, chịu trách nhiệm về suy nghĩ. Ở hầu hết các loài động vật, não nằm trong đầu, được bảo vệ bởi hộp sọ và gần với bộ máy cảm giác chính của thị giác, thính giác, trạng thái cân bằng, vị giác và khứu giác. Trong khi tất cả các động vật có xương sống đều có não, hầu hết các động vật không xương sống đều có bộ não tập trung hoặc bộ sưu tập các hạch riêng lẻ. Những động vật nguyên thủy như bọt biển hoàn toàn không có não. Não có thể cực kỳ phức tạp. Ví dụ, bộ não con người chứa khoảng 86 tỷ tế bào thần kinh, mỗi tế bào được liên kết với tới 10.000 tế bào khác.
Hiểu mối quan hệ giữa bộ não và tâm trí - Vấn đề về thân-tâm - là một trong những vấn đề trung tâm trong lịch sử triết học, một vấn đề thách thức cả về mặt triết học và khoa học. Có ba trường phái tư tưởng triết học lớn liên quan đến câu trả lời: thuyết nhị nguyên, chủ nghĩa duy vật và chủ nghĩa duy tâm. Thuyết nhị nguyên cho rằng tâm trí tồn tại độc lập với não; duy vật cho rằng các hiện tượng tinh thần giống hệt với hiện tượng thần kinh; và chủ nghĩa duy tâm cho rằng chỉ có hiện tượng tinh thần tồn tại.
Trong hầu hết lịch sử, nhiều nhà triết học nhận thấy rằng nhận thức có thể được thực hiện bởi một chất vật lý như mô não (đó là tế bào thần kinh và khớp thần kinh). Descartes, người đã suy nghĩ sâu rộng về các mối quan hệ tâm trí- bộ não, nhận thấy có thể giải thích các phản xạ và các hành vi đơn giản khác theo thuật ngữ cơ học, mặc dù ông không tin rằng suy nghĩ phức tạp và ngôn ngữ nói riêng, có thể được giải thích chỉ bằng bộ não vật lý.
Các bằng chứng khoa học đơn giản nhất của một mối quan hệ chặt chẽ giữa bộ não vật lý vấn đề và tâm là tác động thay đổi thể chất đến não có tác động đến tâm, chẳng hạn như với chấn thương sọ não và thuốc thần kinh sử dụng. Triết gia Patricia Churchland lưu ý rằng sự tương tác giữa tâm trí và ma túy này cho thấy mối liên hệ mật thiết giữa não bộ và tâm trí.
Ngoài các câu hỏi triết học, mối quan hệ giữa tâm trí và não bộ bao gồm một số câu hỏi khoa học, bao gồm hiểu mối quan hệ giữa hoạt động tinh thần và hoạt động của não, các cơ chế chính xác mà thuốc ảnh hưởng đến nhận thức và tương quan thần kinh của ý thức.
Các phương pháp lý thuyết để giải thích làm thế nào tâm trí xuất hiện từ não bao gồm kết nối, tính toán và não Bayes.

## Lịch sử tiến hóa của tâm trí con người
Sự phát triển của trí tuệ con người đề cập đến một số lý thuyết nhằm mô tả cách thức trí tuệ của con người phát triển liên quan đến sự tiến hóa của bộ não con người và nguồn gốc của ngôn ngữ.
Dòng thời gian tiến hóa của loài người kéo dài khoảng 7 triệu năm, từ sự phân tách của chi Tinh tinh cho đến khi xuất hiện hiện đại hành vi vào 50.000 năm trước. Trong dòng thời gian này, 3 triệu năm đầu tiên liên quan đến Sahelanthropus, 2 triệu sau đây liên quan đến Australopithecus, trong khi 2 triệu cuối cùng trải qua lịch sử của các loài Homo thực tế (Paleolithic).
Nhiều đặc điểm của trí thông minh của con người, chẳng hạn như sự đồng cảm, lý thuyết về tâm trí, để tang, nghi lễ và sử dụng các biểu tượng và công cụ, đã trở nên rõ ràng ở loài vượn lớn mặc dù ở độ tinh vi kém hơn con người.
Có một cuộc tranh luận giữa những người ủng hộ ý tưởng về sự xuất hiện đột ngột của trí thông minh, hay " Bước nhảy vọt " và những giả thuyết về việc trí thông minh tăng dần dần hoặc liên tục.
Các lý thuyết về sự tiến hóa của trí thông minh bao gồm:
- Giả thuyết não xã hội của Robin Dunbar [26]
- Giả thuyết lựa chọn tình dục của Geoffrey Miller liên quan đến lựa chọn tình dục trong quá trình tiến hóa của loài người [27]
- Sự thống trị sinh thái - cạnh tranh xã hội (EDSC) [28] giải thích bởi Mark V. Flinn, David C. Geary và Carol V. Ward dựa chủ yếu vào công việc của Richard D. Alexander.
- Ý tưởng về trí thông minh như một tín hiệu của sức khỏe tốt và khả năng chống lại bệnh tật.
- Lý thuyết lựa chọn nhóm cho rằng các đặc điểm sinh vật mang lại lợi ích cho một nhóm (thị tộc, bộ lạc hoặc dân số lớn hơn) có thể tiến hóa bất chấp những bất lợi cá nhân như những điều được trích dẫn ở trên.
- Ý tưởng rằng trí thông minh được kết nối với dinh dưỡng, và do đó với trạng thái. [29] Chỉ số IQ cao hơn có thể là một tín hiệu cho thấy một cá nhân đến từ và sống trong môi trường xã hội và thể chất nơi mức độ dinh dưỡng cao và ngược lại.

## Triết lý của tâm trí
Triết học của tâm trí là nhánh của triết học nghiên cứu bản chất của tâm trí, các sự kiện tinh thần, chức năng tinh thần, tính chất tinh thần, ý thức và mối quan hệ của chúng với cơ thể vật lý. Vấn đề thân-tâm, tức là mối quan hệ của tâm trí với cơ thể, thường được xem là vấn đề trung tâm trong triết học của tâm trí, mặc dù có những vấn đề khác liên quan đến bản chất của tâm trí không liên quan đến cơ thể vật lý. Jose Manuel Rodriguez Delgado viết, "Trong cách sử dụng phổ biến hiện nay, linh hồn và tâm trí không được phân biệt rõ ràng và một số người, ít nhiều có ý thức, vẫn cảm thấy rằng linh hồn, và có lẽ là tâm trí, có thể xâm nhập hoặc rời khỏi cơ thể như những thực thể độc lập."
Thuyết nhị nguyên thân-tâm và thuyết nhất nguyên là hai trường phái tư tưởng lớn cố gắng giải quyết vấn đề cơ thể tâm trí. Thuyết nhị nguyên là vị trí mà tâm trí và cơ thể theo một cách nào đó tách biệt với nhau. Nó có thể được truy nguyên từ Plato, Aristotle  và các trường phái Nyaya, Samkhya và Yoga của Triết học Ấn Độ giáo, nhưng nó được René Descartes xây dựng chính xác nhất vào thế kỷ 17. Những người theo thuyết nhị nguyên thân-tâm cho rằng tâm trí là một vật chất tồn tại độc lập, trong khi những người theo thuyết nhị nguyên thuộc tính duy trì rằng tâm trí là một nhóm các thuộc tính độc lập xuất hiện và không thể bị hạ mức xuống ngang với não, nhưng nó không phải là một chất riêng biệt. Nhà triết học thế kỷ 20 Martin Heidegger cho rằng kinh nghiệm và hoạt động chủ quan (tức là "tâm trí") không thể được hiểu theo nghĩa "các chất" của Cartesian mang "tính chất" (cho dù chính tâm trí được coi là khác biệt, loại chất riêng biệt hay không). Điều này là do bản chất của kinh nghiệm chủ quan, định tính là không thống nhất về - hoặc không phù hợp về mặt ngữ nghĩa với khái niệm   - các chất có mà chứa các thuộc tính. Đây là một lập luận cơ bản về bản thể học.
Nhà triết học về khoa học nhận thức Daniel Dennett, chẳng hạn, lập luận rằng không có thứ gọi là trung tâm tường thuật gọi là "tâm trí", mà thay vào đó chỉ đơn giản là một tập hợp các đầu vào và đầu ra cảm giác: các loại "phần mềm" khác nhau chạy song song. Nhà tâm lý học BF Skinner cho rằng tâm trí là một tiểu thuyết giải thích giúp chuyển sự chú ý khỏi các nguyên nhân môi trường của hành vi; ông coi tâm trí là một "hộp đen" và nghĩ rằng các quá trình tinh thần có thể được hình thành tốt hơn như là các hình thức của hành vi lời nói ngấm ngầm. Triết gia David Chalmers đã lập luận rằng cách tiếp cận của người thứ ba để khám phá tâm trí và ý thức là không hiệu quả, chẳng hạn như nhìn vào bộ não của người khác hoặc quan sát hành vi của con người, nhưng cách tiếp cận của người thứ nhất là cần thiết. Một quan điểm người đầu tiên như vậy chỉ ra rằng tâm trí phải được khái niệm hóa như một cái gì đó khác biệt với bộ não.
Tâm trí cũng đã được mô tả như là biểu hiện từ khoảnh khắc này sang khoảnh khắc khác, từng khoảnh khắc suy nghĩ tại một thời điểm như một dòng chảy nhanh, trong đó ấn tượng giác quan và hiện tượng tinh thần liên tục thay đổi.

### Quan điểm của tâm trí / cơ thể
Thuyết nhất nguyên là quan điểm mà tâm trí và cơ thể không phải là các loại thực thể khác biệt về mặt sinh lý và bản thể. Quan điểm này lần đầu tiên được ủng hộ trong triết học phương Tây bởi Parmenides trong Thế kỷ thứ 5 trước Công nguyên và sau đó được tán thành bởi nhà duy lý thế kỷ 17 Baruch Spinoza. Theo lý thuyết hai khía cạnh của Spinoza, tâm trí và cơ thể là hai khía cạnh của một thực tại tiềm ẩn mà ông mô tả khác nhau là "Thiên nhiên" hoặc "Thiên Chúa".
- Thuyết thực hữu lập luận rằng chỉ có các thực thể được lý thuyết bởi lý thuyết vật lý tồn tại, và rằng cuối cùng tâm trí sẽ được giải thích theo các thực thể này khi lý thuyết vật lý tiếp tục phát triển.
- Thuyết duy tâm lập luận rằng tâm trí là tất cả những gì tồn tại và thế giới bên ngoài là chính tinh thần, hoặc một ảo ảnh do tâm trí tạo ra.
- Những người theo chủ nghĩa trung lập tuân thủ lập trường nhận thức sự vật trên thế giới có thể được coi là thể chất hoặc tinh thần tùy thuộc vào việc người ta quan tâm đến mối quan hệ của họ với những thứ khác trên thế giới hay mối quan hệ của họ với người nhận thức. Ví dụ, một đốm đỏ trên tường là vật lý phụ thuộc vào tường và sắc tố của nó được tạo ra, nhưng nó là tinh thần cho đến khi màu đỏ cảm nhận của nó phụ thuộc vào hoạt động của hệ thống thị giác. Không giống như lý thuyết hai khía cạnh, chủ nghĩa trung tính không đặt ra một chất cơ bản hơn trong đó tâm trí và cơ thể là các khía cạnh.

Các thuyết nhất nguyên phổ biến nhất trong thế kỷ 20 và 21 đều là những biến thể của thuyết thực hữu; những vị trí này bao gồm chủ nghĩa hành vi, lý thuyết nhận dạng loại, chủ nghĩa nhất nguyên dị thường và chủ nghĩa chức năng.